# جراند بريكس دو موربيهان 2022
جراند بريكس دو موربيهان 2022 (بالفرنسية: Grand Prix du Morbihan 2022)‏ هو سباق دراجات هوائية، وهو الموسم الخامس والأربعين من جراند بريكس دو موربيهان، وأقيم في 14 مايو 2022 ضمن سباقات سلسلة سباقات الاتحاد الدولي للدراجات للمحترفين 2022.
فاز بالمركز الأول جوليان سيمون، وبالمركز الثاني ألكسندر كريستوف، وبالمركز الثالث جيك ستيوارت.

## الفرق
| فرق عالمية (6)- Groupama-FDJ - AG2R Citroën Team - Cofidis - Intermarché-Wanty-Gobert Matériaux - Lotto-Soudal - UAE Team Emirates فرق برو (9)- Arkéa-Samsic - TotalEnergies - بي آند بي هوتيلز 2022 ‏ - كاجا رورال-سيغوروس 2022 ‏ - أوسكالتيل أوسكادي 2022 ‏ - بنجوال باوليز ساوكس دبليو بي 2022 ‏ - كيرن فارما 2022 ‏ - برجس بي إتش 2022 ‏ - أونو اكس برو سايكلنج تيم 2022 ‏ فرق قارية (6)- سانت ميشيل-أوبير 93 2022 ‏ - CIC U Nantes Atlantique ‏ - Nice Métropole Côte d'Azur ‏ - Van Rysel–Roubaix ‏ - بايك أيد 2022 ‏ - Premier Tech U23 Cycling Project ‏ |  |
| |  |

## التصنيف العام النهائي
| التصنيف العام         | التصنيف العام       | التصنيف العام   | التصنيف العام                      | التصنيف العام |
| العداء                | العداء              | البلد           | الفريق                             | الوقت         |
| --------------------- | ------------------- | --------------- | ---------------------------------- | ------------- |
| 1                     | جوليان سيمون        | فرنسا           | TotalEnergies                      | 4 س 24 د 58 ث |
| 2                     | ألكسندر كريستوف     | النرويج         | Intermarché-Wanty-Gobert Matériaux | + 0 ث         |
| 3                     | جيك ستيوارت         | المملكة المتحدة | Groupama-FDJ                       | + 0 ث         |
| 4                     | أموري كابيو         | بلجيكا          | اركيا سامسيك                       | + 0 ث         |
| 5                     | Luca Mozzato ‏       | إيطاليا         | فيتال كونسبت ‏                      | + 0 ث         |
| 6                     | Eddy Finé ‏          | فرنسا           | Cofidis                            | + 0 ث         |
| 7                     | كليمان فنتوريني     | فرنسا           | AG2R Citroën Team                  | + 0 ث         |
| 8                     | Flavien Maurelet ‏   | فرنسا           | إتش بي بي تي بي – أوبير 93 ‏        | + 0 ث         |
| 9                     | Florian Vermeersch ‏ | بلجيكا          | لوتو سودال                         | + 0 ث         |
| 10                    | Jonathan Lastra ‏    | إسبانيا         | كاجا رورال-سيغوروس ‏                | + 0 ث         |
| مصدر: ProCyclingStats |                     |                 |                                    |               |

## وصلات خارجية
- الموقع الرسمي
- لمحة عن سباق جراند بريكس دو موربيهان 2022 على موقع  ProCyclingStats   (برو  سايكلنج  ستاتس) - إحصاءات  محترفي  الدراجات.
- جراند بريكس دو موربيهان 2022 على موقع إحصائيات الدراجات الإحترافية (الإنجليزية)